# جايسون أليسون
جايسون أليسون هو لاعب هوكي الجليد كندي، ولد في 29 مايو 1975 في تورونتو في كندا.

## وصلات خارجية
- جايسون أليسون على موقع دوري الهوكي الوطني (الإنجليزية)
- جايسون أليسون على موقع قاعة مشاهير الهوكي (لاعب أن.إتش.أل) (الإنجليزية)
- جايسون أليسون على موقع EliteProspects.com (الإنجليزية)
- جايسون أليسون على موقع HockeyDB.com (الإنجليزية)
- جايسون أليسون على موقع Hockey-Reference.com (الإنجليزية)